# GEDCOM
Pour les articles homonymes, voir GED et COM.
GEDCOM (acronyme de genealogical data communication, « communication de données généalogiques ») est une spécification pour l'échange de données. Développé par l'Église de Jésus-Christ des saints des derniers jours, ce format est plus particulièrement utilisé en généalogie pour permettre l'échange de données entre plusieurs applications ou logiciels de généalogie ; toutefois rien n'empêche d'utiliser cette spécification pour gérer d'autres types de données reliant des individus entre eux. 

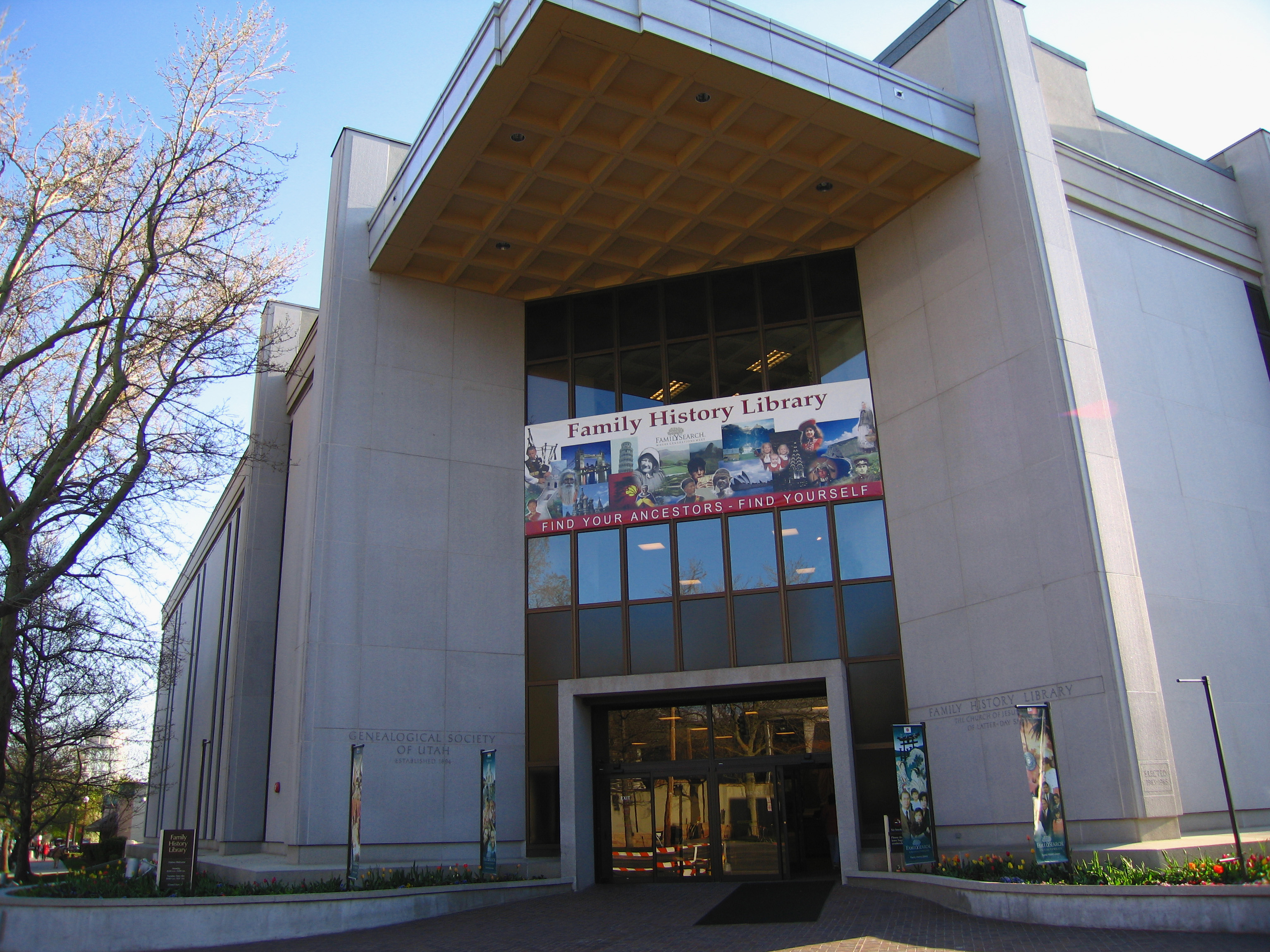
Bibliothèque de généalogie LDS à Salt Lake City, Utah.

Les informations figurent dans un fichier texte d'extension .ged et sont formatées pour permettre aux logiciels de les utiliser. C'est un système à balises – comme HTML – avec différents niveaux hiérarchiques sans imbrication.
Il permet d'avoir des enregistrements concernant :
- chaque personne d'un arbre généalogique ;
- chaque famille ;
- chaque événement ;
- chaque source ;
- chaque dépôt ;
- chaque note ;
- chaque enregistrement multimédia.

Tous ces enregistrements sont liés entre eux selon des conventions et respectent une grammaire spécifique et précisément décrite.
Un fichier GEDCOM est rédigé en texte seul, ASCII ou ANSEL, le jeu de caractères pouvant être UTF-8, ISO-8859-1, ISO-8859-15 ou UTF-16.
Le premier logiciel à l'utiliser fut Personal Ancestral File (PAF) en avril 1986.

## Historique
La spécification GEDCOM a été développée dans les années 1980 par l'Église de Jésus-Christ des saints des derniers jours (ou Mormons), initialement dans un but strictement religieux lié aux croyances de cette Église. Puis est venue la collaboration avec les différents éditeurs de logiciels, américains ou autres, qui a conduit à l'ajout de paramètres non réservés aux fins religieuses de l'Église. Les versions 1 et 2 étaient des brouillons pour discussion publique. La version 3 est parue en octobre 1987, puis la version 4 au mois d'août 1989 et la version 5.5 publiée en janvier 1996. En 2021, une version 7 est dévoilée qui a comme principale nouveauté le support des pièces jointes.
En 2012, un nouveau projet est annoncé par FamilySearch baptisé GEDCOM X visant à pallier les défauts actuels de la spécification GEDCOM. En juin 2013, l'Église publie la version 1.0 du format GEDCOM X, basé également sur XML 
La grande majorité des logiciels de généalogie est compatible avec la spécification GEDCOM mais certains logiciels adaptent le GEDCOM sous une forme propriétaire, ce qui ne facilite pas l'échange des données entre logiciels différents. Toutefois, les fonctionnalités les plus importantes sont généralement respectées, permettant ainsi l'import ou l'export des données « principales ». De nombreux outils existent pour la visualisation et la conversion d'un fichier GEDCOM, ainsi que des outils permettant la transformation d'un fichier GEDCOM en une généalogie « clefs en mains » pour publication sur un site Internet.
Même s'il est théoriquement possible d'écrire au clavier un fichier GEDCOM, le format a été imaginé en premier lieu pour servir aux échanges entre logiciels, et la lecture et l'écriture d'un fichier GEDCOM brut ne sont pas particulièrement aisées.